# Communauté de communes du Val d'Ardoux
La communauté de communes du Val d'Ardoux est une ancienne communauté de communes française située dans le département du Loiret en région Centre-Val de Loire. Le 1er janvier 2017 elle a fusionné avec les communautés de communes du Val des Mauves, du canton de Beaugency et de la Beauce oratorienne située dans le Loir-et-Cher pour former la communauté de communes des Terres du Val de Loire.

## Composition
Elle était composée des cinq communes suivantes :
| Nom                       | Code Insee | Gentilé      | Superficie (km2) | Population (dernière pop. légale) | Densité (hab./km2) |
| ------------------------- | ---------- | ------------ | ---------------- | --------------------------------- | ------------------ |
| Cléry-Saint-André (siège) | 45098      | Cléricois    | 18,13            | 3 373 (2014)                      | 186                |
| Dry                       | 45130      | Dryssois     | 22,64            | 1 401 (2014)                      | 62                 |
| Jouy-le-Potier            | 45175      | Joviciens    | 50,40            | 1 331 (2014)                      | 26                 |
| Mareau-aux-Prés           | 45196      | Mareprésiens | 13,34            | 1 245 (2014)                      | 93                 |
| Mézières-lez-Cléry        | 45204      | Macériens    | 27,01            | 821 (2014)                        | 30                 |

## Compétences
- Aménagement de l'espace communautaire
- Développement économique
- Protection et mise en valeur de l'environnement
- Politique du logement et du cadre de vie
- Politique de développement touristique
- Création, aménagement et entretien de la voirie d'intérêt communautaire
- Équipements collectifs
- Actions sociales
- Accueil de l'enfance et services à la population
- Politique culturelle
- Participation au maintien et au développement des services publics

## Historique
La communauté de communes est créée le 23 décembre 1998.
Le 27 décembre 2005 voit une refonte des statuts afin d'instaurer la TPU[Quoi ?].
Dans un communiqué de presse daté du 17 mars 2016 et intitulé « Le nouveau schéma départemental de coopération intercommunale du Loiret », la préfecture du Loiret annonce la fusion au 1er janvier 2017 de la communauté de communes du Val d'Ardoux avec trois autres communautés de communes (Canton de Beaugency, Val des mauves et Beauce oratorienne à l'exception de la commune de Jouy-le-Potier (Val d'Ardoux) reversée dans la communauté de communes des Portes de Sologne.

## Identification
Identification SIREN : 244500450 